# جرار شحن

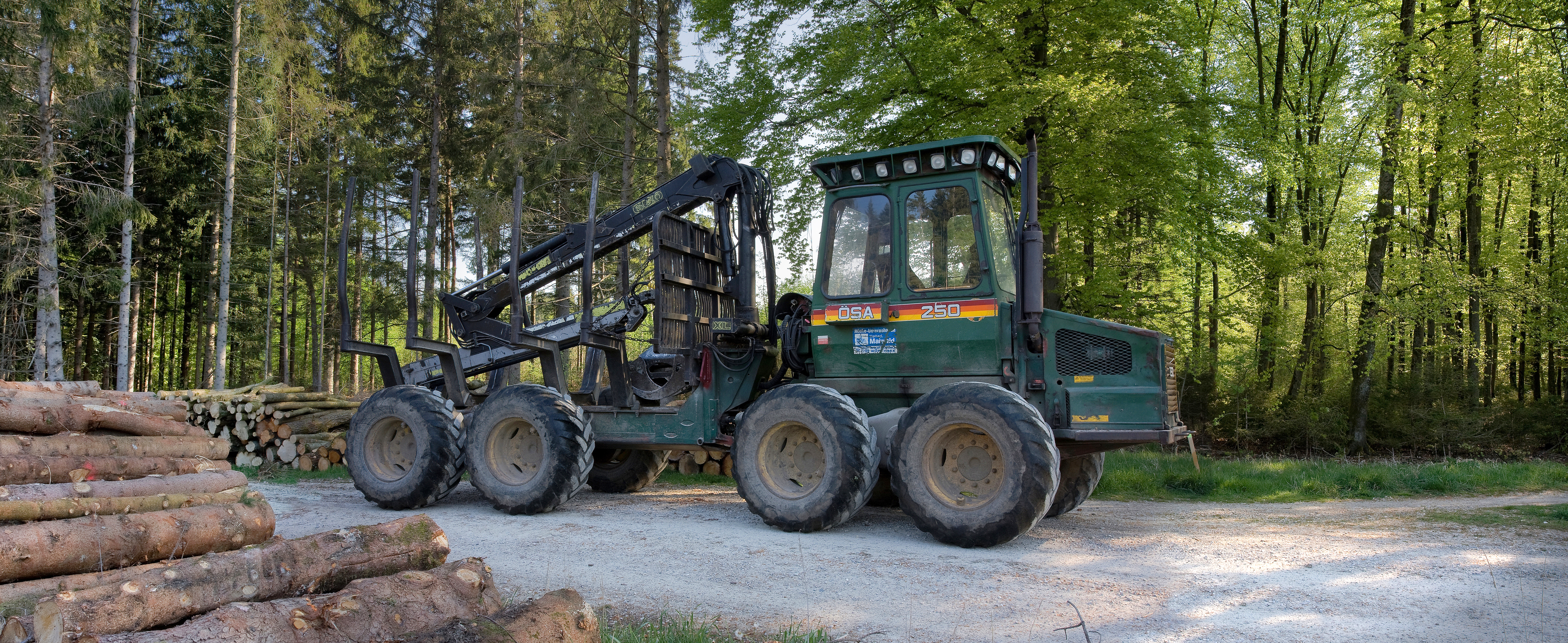

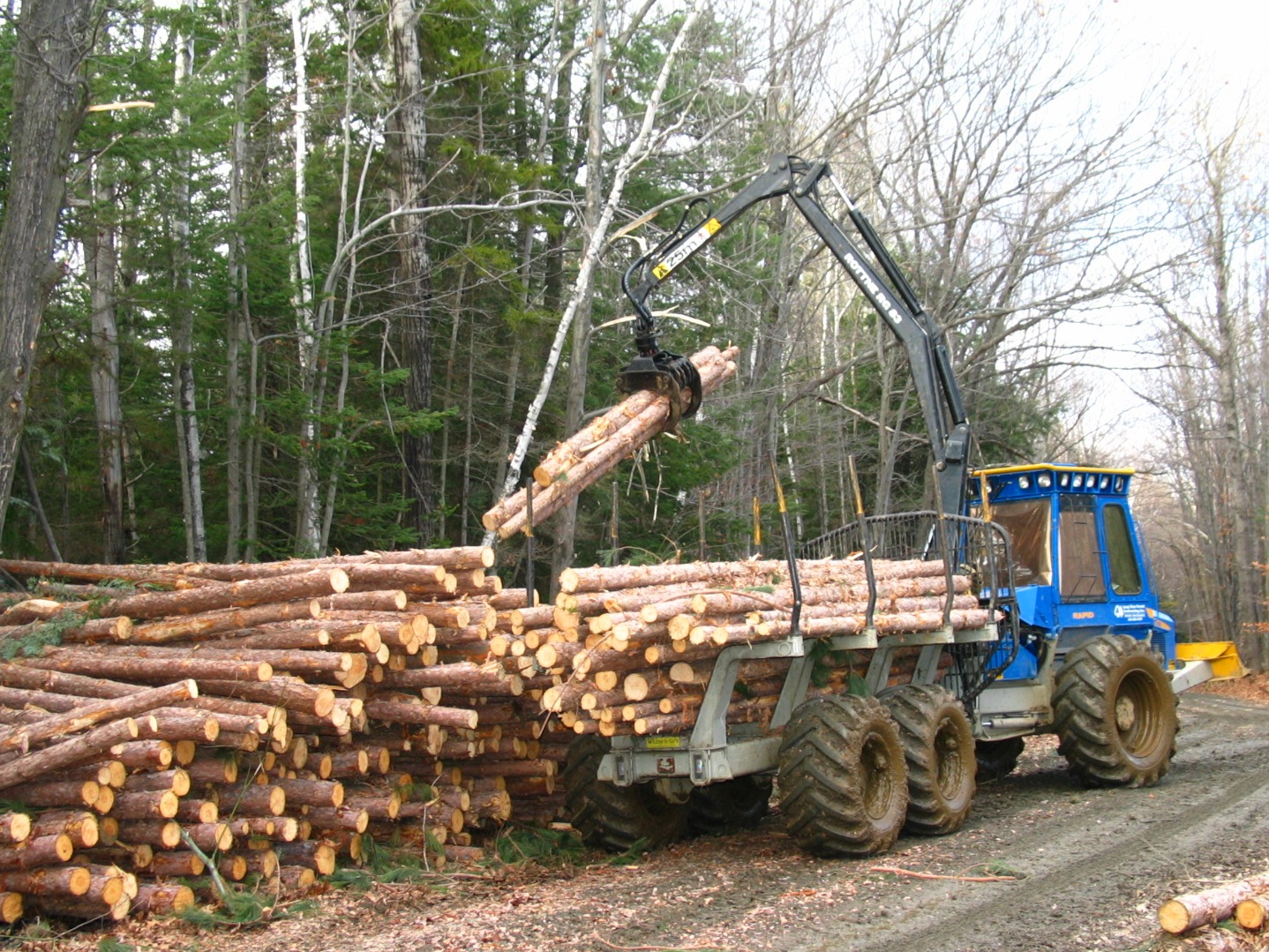

جرار الشحن هو جرار للغابات له ذراع رافعة ومقطورة، يستعمل لاستخراج الأخشاب، ترفع الجذوع بواسطة الذراع من الأرض. ثم توضع الأخشاب على المقطورة المرتبط بالجرار أو تكون جزأه الخلفي.

## المصنعين
- باركو هيدراولكس إل إل سي
- كاتربيلر
- جون دير
- إيكولوغ
- فابتيك
- كوماتسو
- كرونوس
- لوغسيت
- مالوا
- نيوسن فورست
- بي إم بفانزيلت ماسشنباو
- بونسي
- روتني
- سترورينا نوفوتني
- تايغركات
- تامبر برو